# John Coward (Eishockeyspieler)
John „Red“ Coward (* 28. Oktober 1907 in Ambleside, Cumbria, England; † 8. Februar 1989 in Fort Frances, Ontario, Kanada) war ein britischer Eishockeyspieler, der unter anderem 1936 mit seinem Land Olympiasieger wurde.

## Karriere
John Coward wanderte als Kind mit seiner Familie in das kanadische Fort Frances, Ontario, aus, wo er erstmals Eishockey spielte. Dort lebte er bis zu seiner Rückkehr nach Großbritannien 1935, als er einen Vertrag bei den Richmond Hawks in der English National League erhielt, für die er die folgenden beiden Spielzeiten auf dem Eis stand, wobei er zehn Scorerpunkte in der ENL erzielte. Anschließend beendete er bereits wieder seine kurze Profikarriere und kehrte nach Kanada zurück.
Aufgrund seiner Verdienste um das britische Eishockey wurde Coward 1993 in die British Ice Hockey Hall of Fame aufgenommen.

### International
Für Großbritannien nahm Coward an der Weltmeisterschaft 1937 sowie den Olympischen Winterspielen 1936 in Garmisch-Partenkirchen teil.

## Erfolge und Auszeichnungen
- 1936 Goldmedaille bei den Olympischen Winterspielen
- 1937 Silbermedaille bei der Weltmeisterschaft